# Våldsamt motstånd
Våldsamt motstånd, brott enligt svensk lag, vilket namnet till trots inte behöver vara särskilt våldsamt. När enskilda döms i domstol för våldsamt motstånd handlar det i regel om att den skyldige har försökt undvika att bli gripen eller omhändertagen av polis eller ordningsvakt. En väktare har samma skydd men då enbart vid ett gripande. Åtal för detta brott brukar ofta kombineras med åtal för våld eller hot mot tjänsteman.
I brottsbalk 17 kap står:
4 § Den som, utan att fall är för handen som förut i detta kapitel är sagt, genom att sätta sig till motvärn eller eljest med våld söker hindra någon i hans myndighetsutövning, dömes för våldsamt motstånd till böter eller fängelse i högst sex månader.